# Csongor Vargha
Csongor Vargha (Cham, 13 de febrero de 1946) es un deportista húngaro que compitió en piragüismo en la modalidad de aguas tranquilas. Ganó cinco medallas en el Campeonato Mundial de Piragüismo entre los años 1971 y 1974.
Participó en los Juegos Olímpicos de Múnich 1972, donde finalizó sexto en la prueba de K4 1000 m.

## Palmarés internacional
| Campeonato Mundial | Campeonato Mundial        | Campeonato Mundial | Campeonato Mundial |
| Año                | Lugar                     | Medalla            | Evento             |
| ------------------ | ------------------------- | ------------------ | ------------------ |
| 1971               | Belgrado (Yugoslavia)     | Medalla de plata   | K4 10 000 m        |
| 1973               | Tampere (Finlandia)       | Medalla de oro     | K4 1000 m          |
| 1973               | Tampere (Finlandia)       | Medalla de oro     | K4 10 000 m        |
| 1974               | Ciudad de México (México) | Medalla de bronce  | K4 1000 m          |
| 1974               | Ciudad de México (México) | Medalla de plata   | K4 10 000 m        |